# イプロヘプチン
イプロヘプチン（iproheptine）は、日本で市販されている抗ヒスタミン作用を有する鼻炎薬である。